# Vrh pri Fari
Vrh pri Fari je naselje v Občini Kostel.